# والتر كوتس
السير والتر كوتس (بالإنجليزية:Walter Coutts) (30 نوفمبر 1912-4 نوفمبر 1988) كان مسؤولًا استعماريًا بريطانيًا، شغل منصب حاكم أوغندا من 1961 حتى 1962 وأصبح الحاكم العام لأوغندا من 9 أكتوبر 1962 حتى 9 أكتوبر 1963، وشغل منصب حاكم سانت فينسنت والغرينادين من 1948 حتى 1955، وتلقى تعليمه في أكاديمية غلاسكو وجامعة سانت أندروز، وكلية سانت جونز، كامبريدج.